# Крайнер, Марион
Марион Крайнер (нем. Marion Kreiner, род. 4 мая 1981 года) — австрийская сноубордистка, выступающая в параллельном гигантском слаломе и параллельном слаломе.
В начале карьеры Крайнер участвовала в малозначительных соревнованиях, проводимых на территории Австрии или соседней Германии. Почти через пять лет после своего первого официального соревнования, 26 января 2002 года, она участвовала на своём первом этапе кубка мира в Крайшберге и стала 17-й в сноуборд-кроссе. Ещё через два года она смогла занять второе место в параллельном гигантском слаломе.
Последующие несколько сезонов Крайнер несколько раз входила в десятку и становилась призёром. 21 октября 2007 года в Зёльдене она выиграла единственный раз на этапе кубка мира. В том сезоне она заняла лучшее своё место в общем зачёте и зачёте по параллельным видам.
Крайнер трижды участвовала на чемпионатах мира и смогла выиграть две медали — серебряную на чемпионате 2007 в параллельном слаломе и золотую на чемпионате 2009 в параллельном гигантском слаломе.

## Призовые места на этапах кубка мира

### 1-е место
Параллельный слалом/Параллельный гигантский слалом
- 9 февраля 2011, Ёнпхён, Республика Корея
- 21 октября 2007, Зёльден, Австрия

### 2-е место
Параллельный слалом/Параллельный гигантский слалом
- 28 января 2012, Суделфелд, Германия
- 9 января 2011, Бад-Гаштайн, Австрия
- 17 декабря 2009, Теллурайд, США
- 15 марта 2009, Ла-Молина, Испания
- 13 октября 2006, Ландграф, Нидерланды
- 14 марта 2004, Бардонеккия, Италия

### 3-е место
Параллельный слалом/Параллельный гигантский слалом
- 15 января 2012, Бад-Гаштайн, Австрия
- 13 января 2012, Яуэрлинг, Австрия
- 21 декабря 2011, Карецца, Италия
- 13 октября 2011, Ландграф, Голландия
- 20 февраля 2011, Стоунем[англ.], Канада
- 6 февраля 2010, Суделфелд, Германия
- 19 января 2008, Ла-Молина, Испания
- 16 апреля 2007, Стоунем[англ.], Канада
- 21 октября 2006, Зёльден, Австрия

## Зачёт кубка мира

### Общий зачёт
- 2001/02 — 39-е место (32 очка)
- 2002/03 — 27-е место (20 очков)
- 2003/04 — 9-е место (192 очка)
- 2005/06 — 42-е место (1980 очков)
- 2006/07 — 7-е место (4160 очков)
- 2007/08 — 13-е место (3880 очков)
- 2008/09 — 17-е место (3310 очков)
- 2009/10 — 6-е место (3970 очков)
- 2010/11 — 5-е место (3700 очков)

### Зачёт по параллельным видам
- 2001/02 — 46-е место (50 очков)
- 2002/03 — 61-е место (50 очков)
- 2003/04 — 9-е место (3766 очков)
- 2004/05 — 13-е место (2727 очков)
- 2005/06 — 17-е место (1980 очков)
- 2006/07 — 5-е место (4160 очков)
- 2007/08 — 6-е место (3880 очков)
- 2008/09 — 7-е место (3310 очков)
- 2009/10 — 4-е место (3970 очков)
- 2010/11 — 3-е место (4540 очков)
- 2011/12 — 4-е место (5310 очков)

### Зачёт по сноубордкроссу
- 2001/02 — 54-е место (140 очков)
- 2002/03 — 41-е место (120 очков)
- 2003/04 — 65-е место (47 очков)

### Зачёт по параллельному слалому
- 2001/02 — 54-е место (100 очков)